# 金吾堂製菓
株式会社金吾堂製菓（きんごどうせいか）は、東京都中野区弥生町に本社を置く米菓製造会社。ロングセラーの「厚焼」で知られる。資本金は3000万円。

## 概要
- 1950年8月15日 - 現在地にて米菓製造業を創業。当初は草加煎餅を製造していた。
- 1956年1月6日 - 有限会社金吾堂として設立。バターローストの製造を開始。
- 1967年8月 - 有限会社金吾堂製菓に改称。埼玉県川越市に埼玉工場を新設。
- 1972年8月 - 株式会社に組織変更。厚焼大丸・厚焼胡麻を企画販売。
- 1976年9月 - 岩手県胆沢郡前沢町に岩手工場を新設。
- 1977年2月 - 本社工場を閉鎖。
- 1984年9月 - 栃木県下都賀郡藤岡町に栃木工場を新設。
- 1993年3月 - 埼玉工場を閉鎖。
- 1994年7月 - 物流部門を栃木工場に統合。
- 1995年3月 - 岩手工場を分離独立、株式会社岩手金吾堂を設立。
- 2002年9月 - 主力商品の厚焼を個包装にする。
- 2002年10月 - 大袋厚焼しょうゆ、大袋厚焼ごまの発売開始[4]。
- 2020年8月-70周年を迎える。

## 営業所：関連子会社
営業所
- 東京本社、大阪、名古屋、仙台

関連子会社
- 株式会社岩手金吾堂
- 株式会社如庵

## 提供番組
- 金吾堂製菓 presents 能條愛未のパリッとタイム（InterFM897ラジオ）

## 取り組み
- 本社がある中野区の川島商店街の夜市では、毎年夏と冬にセールを行うなど、地元密着も大事にしている[5]。